# داغش (ذي السفال)

تعديل مصدري - تعديل

داغش هي إحدى قرى عزلة الدخال بمديرية ذي السفال التابعة لمحافظة إب، بلغ تعداد سكانها 478 نسمة حسب تعداد اليمن لعام 2004.